# 于範
範（1477年—？），字覺甫，號廪丘，山東兗州府濟寧州鄆城縣陳坡鎮於閣村人，民籍，明朝政治人物。

## 生平
弘治十七年（1504年）甲子科山東鄉試第三十四名舉人。弘治十八年（1505年）中式乙丑科會試第四十九名，三甲第一百三十九名進士。歷任辉县知县、嘉兴县知县、户部郎中，出知河南府，正德十五年（1520年）六月考察，以才力不及降调。著有《廪邱文集》。

## 家族
曾祖于勝；祖父于聰，義官；父于龍，監生。母樊氏。慈侍下。弟轼、轸。